# Gunung Barani (Panyabungan)
Gunung Barani is een bestuurslaag in het regentschap Mandailing Natal van de provincie Noord-Sumatra, Indonesië. Gunung Barani telt 1150 inwoners (volkstelling 2010).